# Le Landeron
Le Landeron est une commune suisse du canton de Neuchâtel, située dans la région Littoral.
Elle est la seule commune neuchâteloise riveraine du lac de Bienne.
Bourgade médiévale fortifiée proche de la Thielle et du lac de Bienne, qui, aujourd'hui encore, se présente sous le même aspect qu'il y a plusieurs siècles. La ville du Landeron, fondée en 1325 par Rodolphe IV de Neuchâtel, centre d'une châtellenie, possédait sa propre organisation militaire. En 1449, elle conclut avec Soleure un traité de combourgeoisie qui l'oblige à fournir des soldats à cette ville. Elle doit en mettre aussi au service du comte de Neuchâtel. Hallebardiers, piquiers, couleuvriniers, arbalétriers sont fréquemment mobilisés.

## Géographie

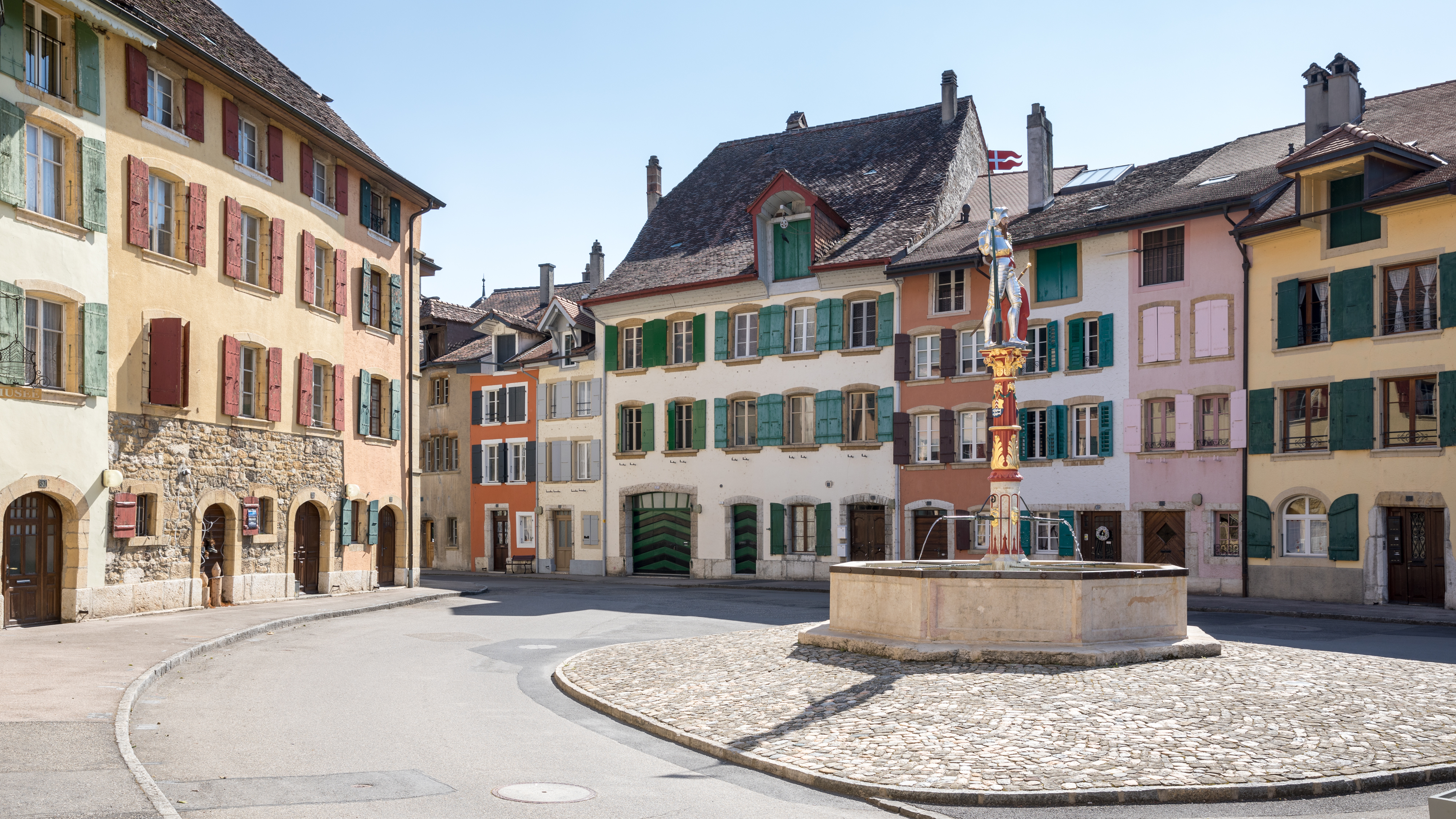
Partie sud de la vieille ville avec la fontaine St-Maurice

Vue aérienne (1962).

Selon l'Office fédéral de la statistique, Le Landeron mesure 10,31 km2. 15,2 % de cette superficie correspond à des surfaces d'habitat ou d'infrastructure, 39,7 % à des surfaces agricoles, 43,5 % à des surfaces boisées et 1,7 % à des surfaces improductives.
La commune est limitrophe de Cressier et Lignières dans le canton de Neuchâtel, et de La Neuveville, Gals et Cerlier dans le canton de Berne.
Son altitude minimale est le lac de Bienne à 429 m et sa maximale se situe dans la forêt de Serroue à 1 055 m.

## Histoire

### Moyen Âge
Le nom Le Landeron est apparu pour la première fois en 1209, il a été mentionné dans des écrits du monastère bénédictin d'Erlach. Avant cela le groupe de maisons environnantes était appelé Nugerol.

### Réforme
Seules de tout le canton de Neuchâtel, les communes du Landeron, de Cressier, de Lignières et d'Enges ne passèrent pas à la Réforme, créant ainsi un îlot catholique en terre protestante. De 1530 à 1562, le cas du Landeron et de sa région divise le comté de Neuchâtel et trouble les relations entre cantons suisses. Dans leur combat pour le maintien de leur foi, les habitants des deux communes peuvent compter sur le soutien de leurs combourgeois soleurois. L’identité landeronnaise, si particulière - châtellenie catholique dans un État protestant - remonte à ces années-là et à la protection de Soleure.
Dans le cadre complexe d’une confédération où règne une paix précaire entre réformés et catholiques, le cas de la châtellenie du Landeron prend une importance sans commune mesure avec la réalité démographique et économique : cette enclave confessionnelle retient l’attention non seulement des réformateurs, Guillaume Farel en tête, mais aussi de personnages influents tels que François Ier ou le duc de Guise. Menaces et prétentions juridiques du côté protestant, mesures de protection et argumentation contraire du côté catholique s’entrecroisent pendant une trentaine d’années.

### Période moderne
Deux incendies dévastent le bourg du Landeron en 1751 et 1761, détruisant de nombreuses habitations. Au XIXe siècle les autorités locales se dotent d'une pompe à incendie perfectionnée avec un mécanisme de pompage actionné grâce à un balancier. Celui-ci met en mouvement des pistons poussant l'eau dans une cloche de pression, elle-même reliée à la lance d'extinction.

## Démographie
Selon l'Office fédéral de la statistique, Le Landeron compte 4 647 habitants fin 2023. Sa densité de population atteint 451 hab./km2.
Le graphique suivant résume l'évolution de la population du Landeron entre 1850 et 2008 :

## Jumelage avec Soleure
C'est au Moyen Âge que l'histoire commence entre Le Landeron et Soleure avec de nombreux échanges commerciaux. Pendant des siècles, les deux communes s'échangeaient les richesses commerciales. Le Landeron et Soleure ont finalement abouti à signer le 18 mars 1449, un Traité de Combourgeoisie. Cette signature assurait au Landeron la protection de la Ville impériale de Soleure. Mais en échange, les bourgeois du Landeron devaient obligatoirement participer aux campagnes guerrières soleuroises. En voulant honorer ses obligations, Les soldats landeronnais ont participé à toutes les expéditions militaires de Soleure, durant le XVe siècle. Ce sont donc 590 hommes qui ont combattu sous les couleurs soleuroises de 1523 à 1562. 
Au milieu du XVIe siècle, Neuchâtel et Berne ont essayé pendant 30 ans d'implanter la réforme sur le territoire du Landeron, mais grâce à l'aide de leurs combourgeois soleurois, le Landeron a résisté. Sans eux, ils auraient sans doute dû adhérer à la Réforme protestante.
La culture de la vigne a aussi joué un grand rôle dans les liens diplomatiques des deux communes. Car les bourgeois de Soleure étaient propriétaire de vignes au Landeron et dans les villages avoisinants. Au XVIIe siècle, Ils agrandissait encore l'étendue de leurs vignes en acquérant des terres à Auvernier et à Colombier. À ce jour, Soleure possède 10,5 hectares de vignes dans le canton de Neuchâtel.
Les deux communes attendront le 1er juin 2002 pour signer officiellement un pacte de jumelage.

## Monuments

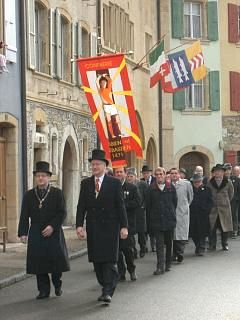
Cortège de la confrérie de St-Sébastien.

- La porte et le faubourg de la ville (la portette vers Saint-Jean étant détruite pour élargir la route)
- Le bourg datant du XIVe siècle
  - L'Hôtel de Ville
    - La chapelle des Dix-Mille Martyrs, datant de 1450
    - Le musée à la Vieille Ville

  - La place plantée d'ormeaux
  - Les façades datant de 1600
  - Le château du Landeron[7]
  - Un mémorial du 7e centenaire des franchises de Nugerol
- La chapelle de Combes
- Une vingtaine de fontaines historiques
- L'église Saint-Maurice

Le village fait partie depuis 2016 de l'association Les plus beaux villages de Suisse.

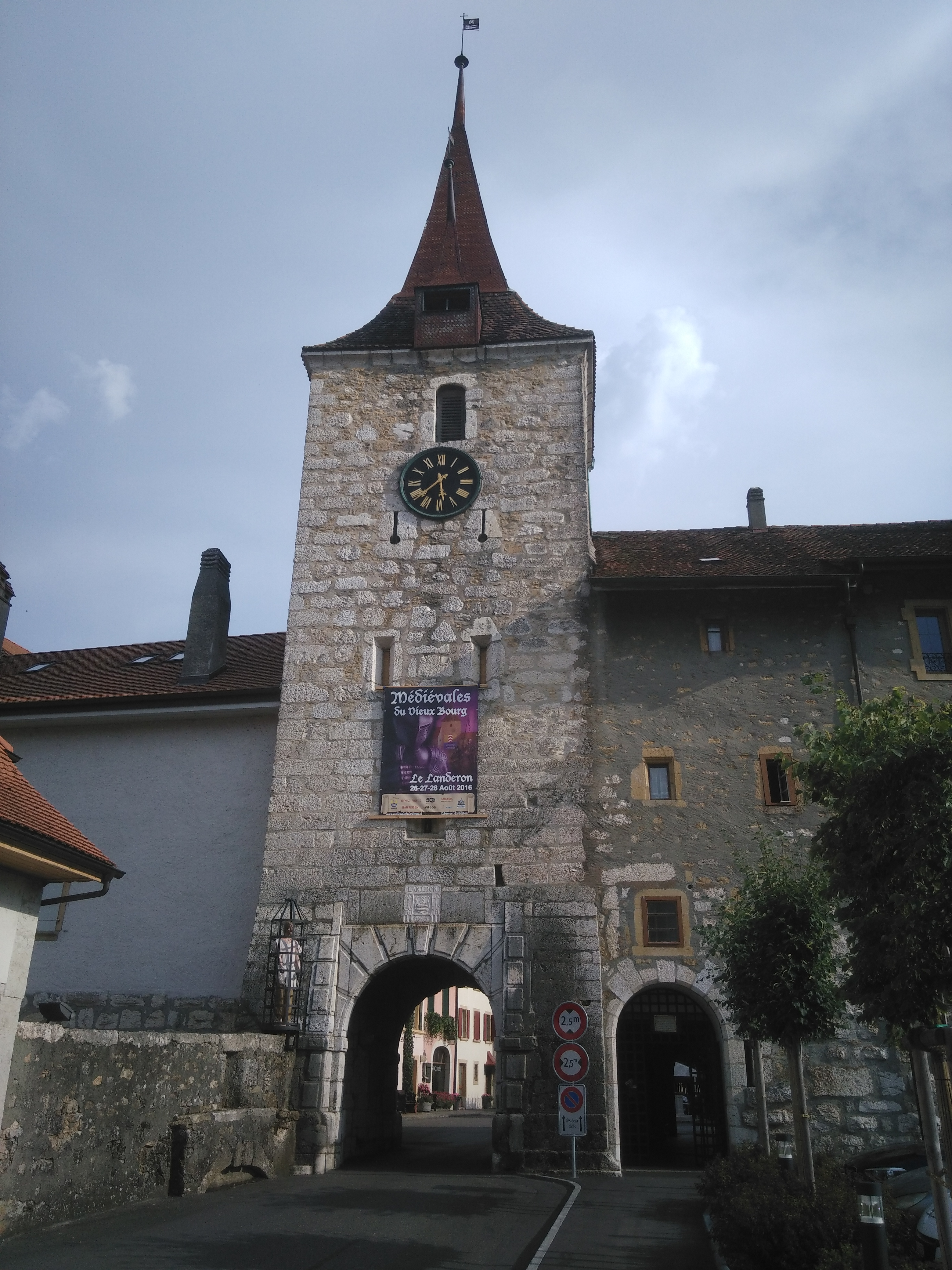
Porte à l'entrée de la vieille ville.
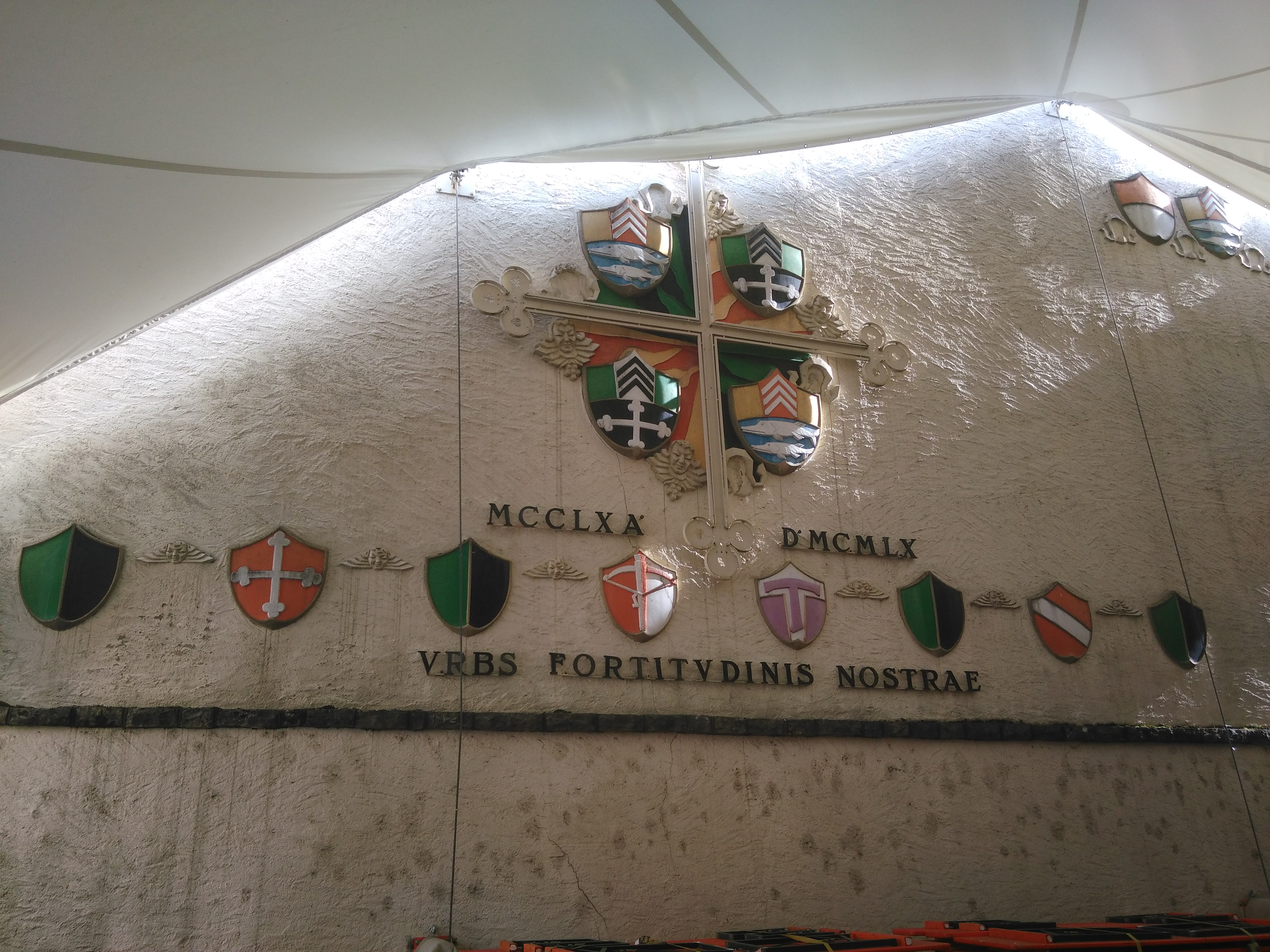
Mémorial du 7e centenaire des franchises de Nugerol.
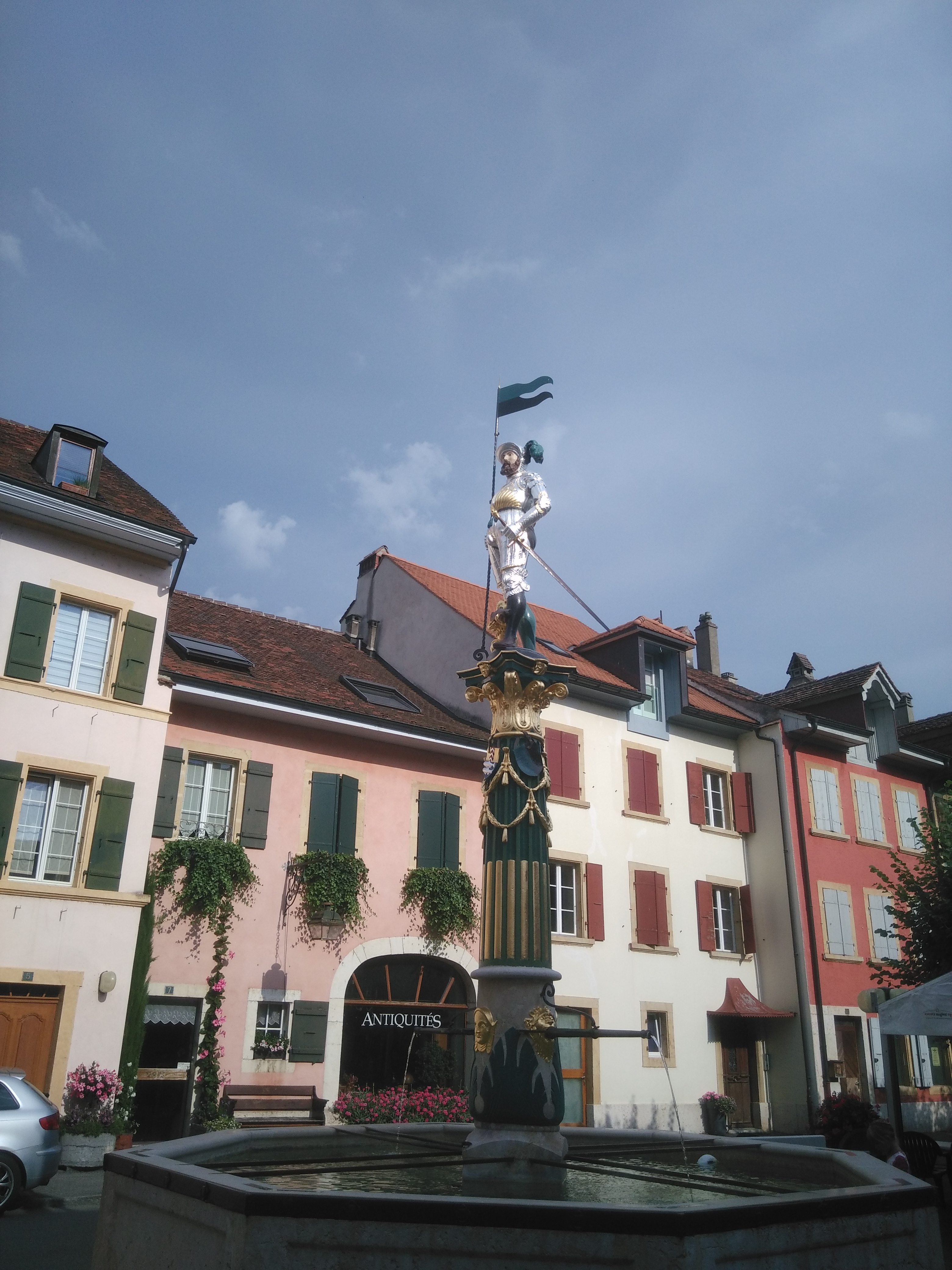
Fontaine devant la porte principale.
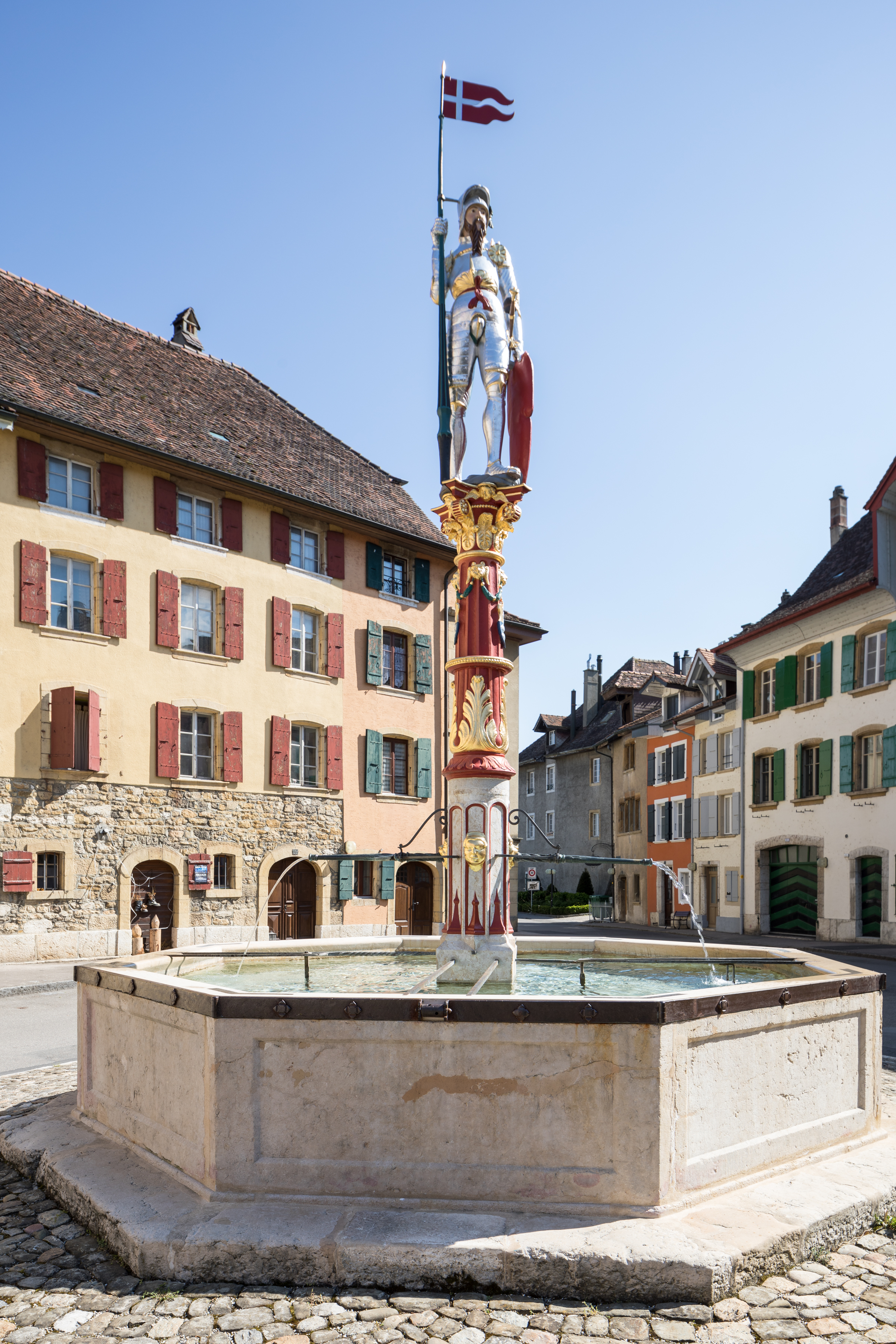
Fontaine de Saint-Maurice
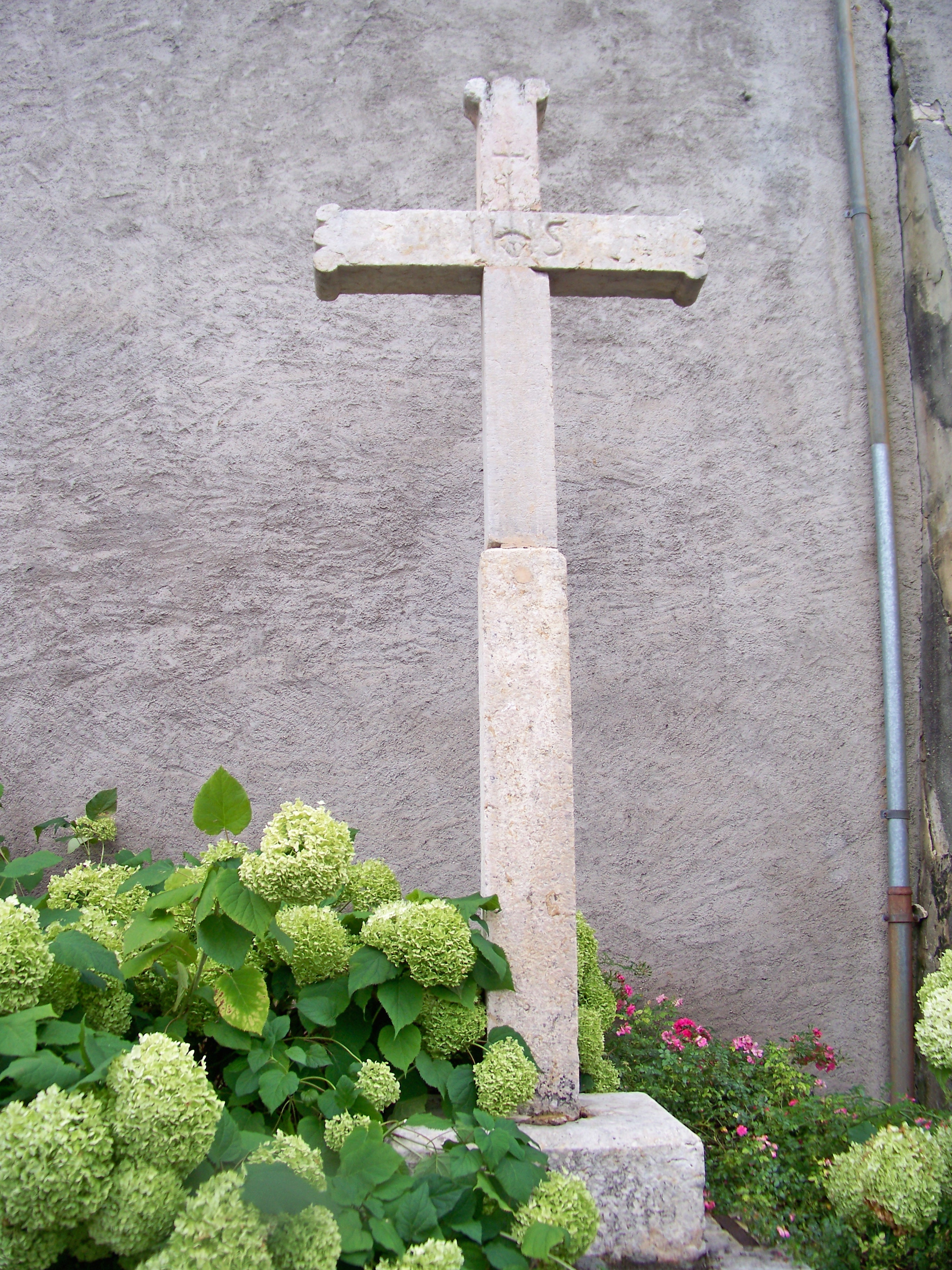
Croix à la sortie de la vieille ville.

## Musées

### Musée de l'Hôtel-de-Ville
Ce petit musée offre aux visiteurs passionnés d'histoire, un regard sur le passé de cette ville et montre quelques armes, des canons de la bataille de Morat, des bannières, des armures, des gravures et pendules, des meubles, une maquette du bourg du Landeron en 1680 et des documents anciens. Un diaporama convie le visiteur à une balade au cœur du Landeron d'hier et d'aujourd'hui.

### Collection de dessins
La collection de dessins d'artistes internationaux au Centre scolaire des Deux Thielles réunit 134 dessins d'artistes européens et de Martin Disler, artiste suisse.

## Manifestations

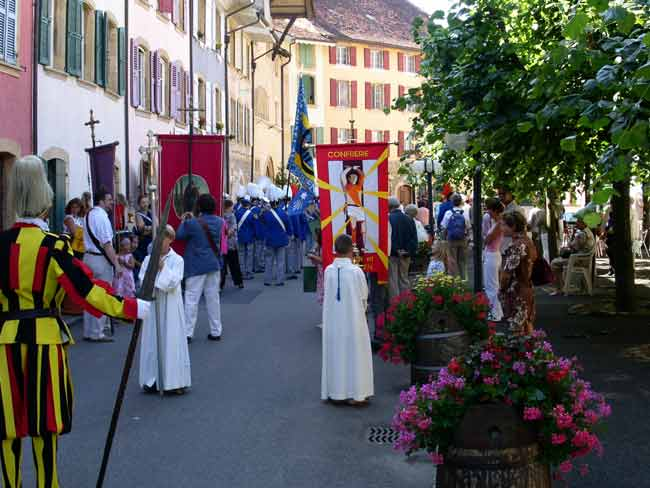
Fête Dieu en vieille ville

- Fêtes des confréries en janvier, les dimanches suivant la fête de St-Antoine (pour la fête de l'Honorable Confrérie de Saint Antoine) et suivant la fête de St-Sébastien (pour la fête de l'Honorable Confrérie des Saints Fabien et Sébastien).
- Fête Dieu avec participation des associations, de la corporation de St-Maurice, de la paroisse catholique et des confréries.
- La brocante, dernier week-end du mois de septembre. C'est la plus importante foire d’antiquités suisse en plein air.

## Transports
- Sur la ligne ferroviaire Bienne - Neuchâtel
- Débarcadère pour les bateaux reliant les lacs de Bienne et Neuchâtel
- Autoroute A5, sorties 19 (Le Landeron), 20 (La Neuveville)
- Ligne de car postal Le Landeron - Enges, via La Tène
- Ligne de car postal en direction de Lignières
- Ligne de car postal en direction de Erlach

### Littérature
- Armorial du Landeron. St-Blaise : Imprimerie Zwahlen SA, 1991. Une très intéressante référence pour ceux qui s'intéressent aux armoiries des familles. Français.
- Le Landeron. Histoires d'une ville. Hauterive : Gilles Attinger. L'histoire du bourg. Français.
- Le Landeron. Le Landeron : Agence Schneider, 1998. Description succincte des origines du Landeron appuyée d'anciennes photographies. Textes français/allemand.